# 20. siječnja u Drugom svjetskom ratu
Drugi svjetski rat po nadnevcima: 20. siječnja u Drugom svjetskom ratu.

### 1942.
- 1942. - Na jezeru Wannsee nedaleko Berlina preko 30 njemačkih političara, visokih oficira vojske i SS-a sastali su se ne bi li "konačno riješili" židovsko pitanje. Sastanak je vodio Reinhard Heydrich političar, član Schutzstaffela i voditelj Sicherheitsdiensta. Na toj konferenciji dogovoreno je masovno uništenje židova (Holokaust) u Europi.